# Periscelis winnertzii
Periscelis winnertzii är en tvåvingeart som beskrevs av Egger 1862. Periscelis winnertzii ingår i släktet Periscelis och familjen savflugor. Inga underarter finns listade i Catalogue of Life.